# Shigatse
Shigatse (en chino: 日喀则市, pinyin: Rìkāzéshì, en tibetano: གཞིས་ཀ་རྩེ་གྲོང་, Wylie: Xigazê) es una división de la región autónoma del Tíbet, al suroeste de la República Popular China. Su área es de 182 000 km² y su población total es de 703 000 habitantes. Es la ciudad más alta de Asia.

## Administración
La ciudad-prefectura de Shigatse se divide en 1 distrito y 17 condados.
| Map | Map         | Map        | Map             | Map            | Map                      | Map              | Map        | Map             |
| --- | ----------- | ---------- | --------------- | -------------- | ------------------------ | ---------------- | ---------- | --------------- |
|     |             |            |                 |                |                          |                  |            |                 |
| #   | Nombre      | Caracteres | Pinyin          | Tibetano       | Wylie                    | Población (2003) | Área (km²) | Densidad (/km²) |
| 1   | Samzhubze   | 桑珠孜区   | Sāngzhūzī qū    | བསམ་འགྲུབ་རྩེ་ཆུས།  | bsam 'grub'rtse chus     | 90,000           | 3,654      | 25              |
| 2   | Namling     | 南木林县   | Nánmùlín Xiàn   | རྣམ་གླིང་རྫོང་      | rnam gling rdzong        | 70,000           | 8,113      | 9               |
| 3   | Gyantse     | 江孜县     | Jiāngzī Xiàn    | རྒྱལ་རྩེ་རྫོང་       | rgyal rtse rdzong        | 60,000           | 3,859      | 16              |
| 4   | Tingri      | 定日县     | Dìngrì Xiàn     | དིང་རི་རྫོང་       | ding ri rdzong           | 50,000           | 13,859     | 4               |
| 5   | Sa'gya      | 萨迦县     | Sàjiā Xiàn      | ས་སྐྱ་རྫོང་        | sa skya rdzong           | 40,000           | 7,510      | 5               |
| 6   | Lhatse      | 拉孜县     | Lāzī Xiàn       | ལྷ་རྩེ་རྫོང་        | lha rtse rdzong          | 50,000           | 4,505      | 11              |
| 7   | Ngamring    | 昂仁县     | Ángrén Xiàn     | ངམ་རིང་རྫོང་      | ngam ring rdzong         | 50,000           | 20,105     | 2               |
| 8   | Xaitongmoin | 谢通门县   | Xiètōngmén Xiàn | བཞད་མཐོང་སྨོན་རྫོང་ | bzhad mthong smon rdzong | 40,000           | 13,960     | 3               |
| 9   | Bainang     | 白朗县     | Báilǎng Xiàn    | པ་སྣམ་རྫོང་       | pa snam rdzong           | 40,000           | 2,806      | 14              |
| 10  | Rinbung     | 仁布县     | Rénbù Xiàn      | རིན་སྤུངས་རྫོང་     | rin spungs rdzong        | 30,000           | 2,123      | 14              |
| 11  | Kangmar     | 康马县     | Kāngmǎ Xiàn     | ཁང་དམར་རྫོང་     | khang dmar rdzong        | 20,000           | 6,165      | 3               |
| 12  | Dinggyê     | 定结县     | Dìngjié Xiàn    | གདིང་སྐྱེས་རྫོང་     | gding skyes rdzong       | 20,000           | 5,816      | 3               |
| 13  | Zhongba     | 仲巴县     | Zhòngbā Xiàn    | འབྲོང་པ་རྫོང་      | 'brong pa rdzong         | 10,000           | 43,594     | 0               |
| 14  | Yadong      | 亚东县     | Yàdōng Xiàn     | གྲོ་མོ་རྫོང་        | gro mo rdzong            | 10,000           | 4,306      | 2               |
| 15  | Gyirong     | 吉隆县     | Jílóng Xiàn     | སྐྱིད་གྲོང་རྫོང་      | skyid grong rdzong       | 10,000           | 9,009      | 1               |
| 16  | Nyalam      | 聂拉木县   | Nièlāmù Xiàn    | གཉའ་ལམ་རྫོང་     | gnya' lam rdzong         | 10,000           | 7,903      | 1               |
| 17  | Saga        | 萨嘎县     | Sàgā Xiàn       | ས་དགའ་རྫོང་      | sa dga' rdzong           | 10,000           | 12,411     | 1               |
| 18  | Gamba       | 岗巴县     | Gǎngbā Xiàn     | གམ་པ་རྫོང་       | gam pa rdzong            | 10,000           | 3,936      | 3               |

## Clima
Shigatse tiene un clima continental monzónico (Köppen DWb) con inviernos muy fríos y secos, y veranos cálidos y húmedos. Las temperaturas son relativamente moderadas para la meseta tibetana, ya que la temperatura media anual es de 6C. La lluvia se precipita entre noviembre y marzo, cuando las diferencias entre el día y la noche con frecuencia pueden superar los 20C. Casi dos tercios de la precipitación anual ocurre en julio y agosto solo. La luz solar es abundante durante todo el año, un total de 3248 horas al año.
| Parámetros climáticos promedio de Shigatse (1971−2000) | Parámetros climáticos promedio de Shigatse (1971−2000) | Parámetros climáticos promedio de Shigatse (1971−2000) | Parámetros climáticos promedio de Shigatse (1971−2000) | Parámetros climáticos promedio de Shigatse (1971−2000) | Parámetros climáticos promedio de Shigatse (1971−2000) | Parámetros climáticos promedio de Shigatse (1971−2000) | Parámetros climáticos promedio de Shigatse (1971−2000) | Parámetros climáticos promedio de Shigatse (1971−2000) | Parámetros climáticos promedio de Shigatse (1971−2000) | Parámetros climáticos promedio de Shigatse (1971−2000) | Parámetros climáticos promedio de Shigatse (1971−2000) | Parámetros climáticos promedio de Shigatse (1971−2000) | Parámetros climáticos promedio de Shigatse (1971−2000) |
| Mes                                                    | Ene.                                                   | Feb.                                                   | Mar.                                                   | Abr.                                                   | May.                                                   | Jun.                                                   | Jul.                                                   | Ago.                                                   | Sep.                                                   | Oct.                                                   | Nov.                                                   | Dic.                                                   | Anual                                                  |
| ------------------------------------------------------ | ------------------------------------------------------ | ------------------------------------------------------ | ------------------------------------------------------ | ------------------------------------------------------ | ------------------------------------------------------ | ------------------------------------------------------ | ------------------------------------------------------ | ------------------------------------------------------ | ------------------------------------------------------ | ------------------------------------------------------ | ------------------------------------------------------ | ------------------------------------------------------ | ------------------------------------------------------ |
| Temp. máx. media (°C)                                  | 6.2                                                    | 8.3                                                    | 11.9                                                   | 15.5                                                   | 19.5                                                   | 22.3                                                   | 21.3                                                   | 20.2                                                   | 19.1                                                   | 16.1                                                   | 11.0                                                   | 7.2                                                    | 14.9                                                   |
| Temp. mín. media (°C)                                  | −12.6                                                  | −9.3                                                   | −4.7                                                   | −0.5                                                   | 3.5                                                    | 7.6                                                    | 8.8                                                    | 8.2                                                    | 5.8                                                    | −1.2                                                   | −8.3                                                   | −12.1                                                  | −1.2                                                   |
| Precipitación total (mm)                               | .4                                                     | .2                                                     | .6                                                     | 2.1                                                    | 18.7                                                   | 64.0                                                   | 129.6                                                  | 152.3                                                  | 56.2                                                   | 5.4                                                    | .9                                                     | 0                                                      | 430.4                                                  |
| Días de precipitaciones (≥ 0.1 mm)                     | .2                                                     | .5                                                     | .7                                                     | 2.2                                                    | 6.4                                                    | 12.4                                                   | 18.8                                                   | 20.8                                                   | 13.0                                                   | 2.2                                                    | .4                                                     | .1                                                     | 77.7                                                   |
| Fuente: Weather China                                  |                                                        |                                                        |                                                        |                                                        |                                                        |                                                        |                                                        |                                                        |                                                        |                                                        |                                                        |                                                        |                                                        |